# (28150) 1998 UC1
(28150) 1998 UC1 est un astéroïde de la ceinture principale découvert en 1998.

## Description
(28150) 1998 UC1 a été découvert le 17 octobre 1998 à l'observatoire d'Ondřejov, situé près du village de Ondřejov, à environ 35 km au sud-est de Prague (République tchèque), par Petr Pravec.

### Caractéristiques orbitales
L'orbite de cet astéroïde est caractérisée par un demi-grand axe de 2,32 UA, un périhélie de 1,98 UA, une excentricité de 0,15 et une inclinaison de 5,93° par rapport à l'écliptique. Du fait de ces caractéristiques, à savoir un demi-grand axe compris entre 2 et 3,2 UA et un périhélie supérieur à 1,666 UA, il est classé, selon la JPL Small-Body Database, comme objet de la ceinture principale.

### Caractéristiques physiques
(28150) 1998 UC1 a une magnitude absolue (H) de 15,3 et un albédo estimé à 0,173.